# Almåsparken

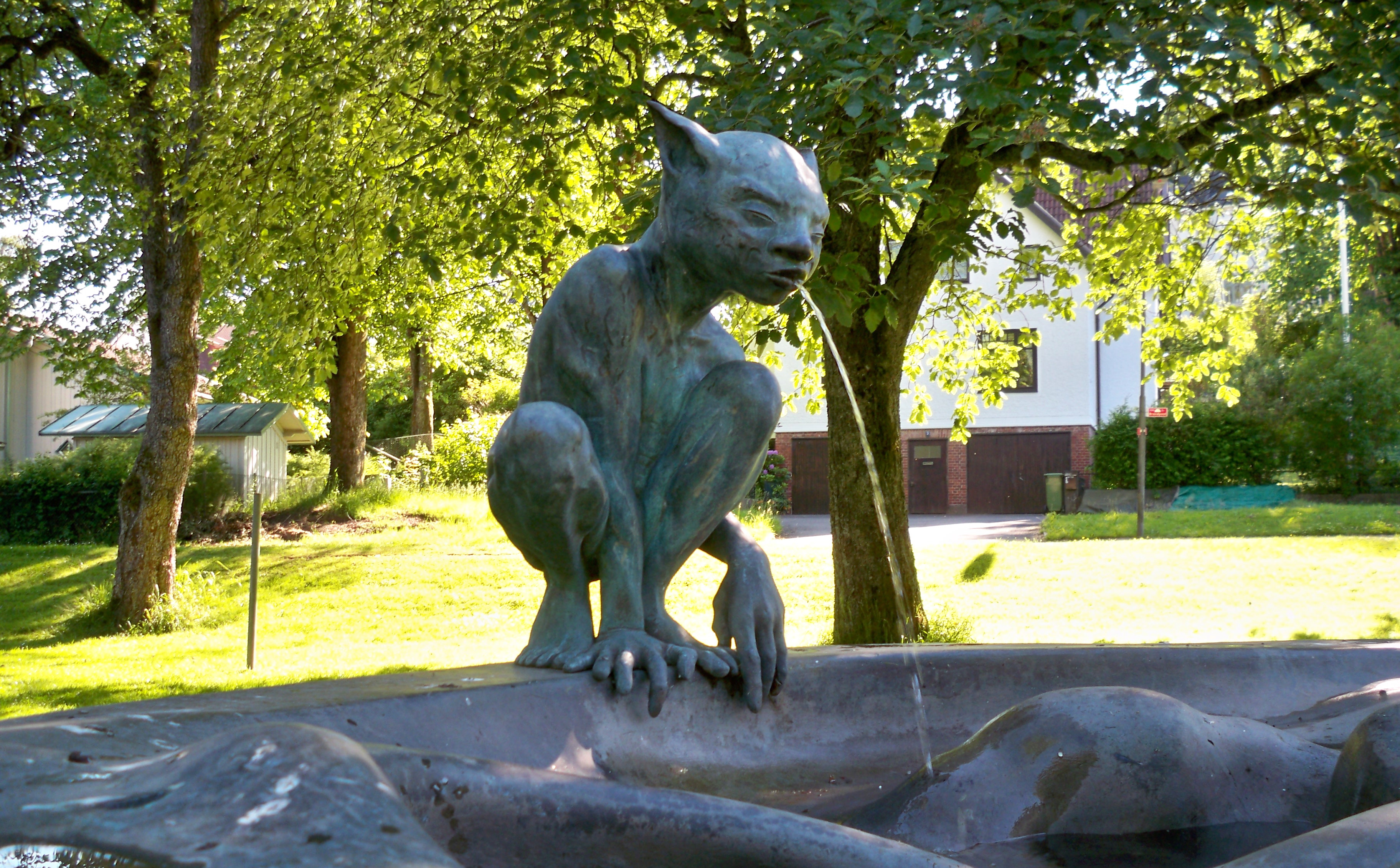
Viskarn.

Almåsparken eller Sinnenas park är en 1940-talspark i nordvästra delen av centrala Borås, nära Byttorps vägport längs Alingsåsvägen mellan stadsdelarna Norrby och Parkstaden. Den renoverades 1996–1997 med lövade överbyggda ingångar i öster och väster. Omgiven av gamla lönnar och oxelträd har parken ungefär 450 olika växtarter. I parken finns en örtagård för krydd- och medicinalväxter samt en avdelning med ängsblommor. 1999 avtäcktes konstnären Christian Partos fantasyliknande fontänskulptur Viskarn under ett par päronträd.